# 鷹特別行動旅
鹰特別行動旅（西班牙語：Brigada Especial Operativa Halcón，縮寫：BEOH）是阿根廷布宜诺斯艾利斯省警察的一个特种作战部队。
在1978年以前的阿根廷警察下沒有任何的反恐特種部隊。直到1978年，阿根廷為了舉辦世界杯足球赛。而當事阿根廷受到恐怖威脅的可能性大增。為了解決這樣的風險，阿根廷決定成立一个特殊的反恐队伍，而促成了鹰特种作战旅的成立。
如今，鹰特种作战旅擁有75位成員，并被分成每組15人一隊。每隊有两名狙击手，及军医、谈判、爆炸物处理专家、通信专家、情报专家各一位和8个战术突擊員。